# 粟裕
粟 裕（ぞく ゆう、拼音: Sù Yù）は、中華人民共和国の軍人。中国人民解放軍の大将。トン族。
遊撃戦（ゲリラ戦）の理論家として知られ、国共内戦時の主要戦役を指揮した。戦後は、総参謀長等を歴任。1958年に批判され、一時閑職に回されたが、文化大革命中に国務院の閣僚を務めた。死後10年たった1994年12月、36年ぶりに、党中央軍事委員会によって名誉回復がなされた。

## 生涯

### 若き日
1924年春、常徳に移り、湖南省立第二師範学校に入学し、中国共産党が指導する学生運動に参加した。1926年11月、中国共産主義青年団に加入。1927年5月、国民革命軍第24師（師長葉挺）に入隊し、教導班長に任命された。同年6月、中国共産党に入党。8月、南昌起義に参加し、警衛隊班長、南昌起義革命委員会の委員となった。広東潮（安）汕（頭）地区での失敗後、朱徳・陳毅に従い閩粤贛湘辺を転戦し、10月、連（中隊）政治指導員に任命された。
1928年、湘南起義参加後、井岡山に移る。中国工農紅軍の連長、営（大隊）長、団（連隊）長、師長、紅4軍参謀長、紅7軍団参謀長等を歴任する。井岡山闘争に参加し、贛南、閩西、中央ソビエト区第1次～第5次「囲剿」を転戦した。
1934年7月、紅軍北上抗日先遣隊参謀長に任命され、閩浙贛皖辺を転戦した。1935年1月、劉英と共に約500人を率いて封鎖線を突破して浙南に至り、挺進師師長、閩浙軍区司令員に任命され、国民党の支配地に浙南遊撃根拠地を開設した。党上級組織との連絡が失われた情況下において、独立的に遊撃戦を展開した。「敵進我進」の指導方針を採択して、国民党の数次に渡る「進剿」と二次に渡る総兵力40個連隊の大規模「囲剿」を挫折させ、浙南遊撃根拠地を発展させた。

### 日中戦争
日中戦争勃発後、1938年1月、閩浙辺において、遊撃戦術を講義し、抗日遊撃戦争の戦略的意義を説いた。4月、新四軍第2支隊副司令員、先遣支隊司令員に任命され、江南の敵後方に挺進した。第2支隊の指揮を取り、南京、蕪湖、溧水地区において日本軍に抵抗した。1939年8月、新四軍江南指揮部副指揮に任命され、陳毅と共に新四軍の東進北上を実行し、独立的に遊撃戦を展開しつつ、蘇南抗日根拠地を開設した。1940年7月、蘇北に挺進し、新四軍蘇北指揮部副指揮兼参謀長に任命された。同年10月、陳毅が指揮する黄橋戦役を助力し、4倍の国民党軍の進攻を撃退し、蘇北抗日根拠地を発展させた。 
皖南事変後、新四軍第1師師長（後に政治委員を兼任）、蘇中軍区司令員兼政治委員、中共蘇中区委員会書記を歴任。遊撃戦と要点争奪を結合した作戦方針を制定し、水路の発達した平原水網地区で水上遊撃戦を展開しつつ、蘇中抗日根拠地を確立した。1944年3月、日本軍に対して局地反攻を開始し、車橋戦役を指揮した。同年12月、第1師主力を率いて長江を渡河し、蘇浙軍区司令員兼政治委員に任命され、後に中共蘇浙区委員会書記を兼任した。蘇南、浙東抗日根拠地を発展させ、浙西抗日根拠地を開設した。1945年、天目山区において国民党軍に対する3次の自衛反撃戦を指揮した。

### 国共内戦

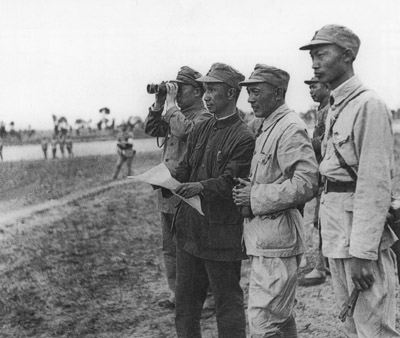
1947年、粟裕（左から2人目）

日本降伏後、江北に戻る。1945年10月、華中軍区副司令員、華中野戦軍司令員に任命。高郵戦役と隴海線徐（州）海（州）段戦役を指揮し、投降を拒否した汪兆銘軍約2万人を撃滅し、国民党軍の進攻を内戦作戦で迎える有利な条件を創出すると共に、華中、山東解放区の連絡を達成した。
1946年6月、国共内戦再開後、中共中央は、粟裕の建議を採択して、太行、山東、華中3支軍を同時に外線に出撃させる計画を改変し、華中野戦軍主力に蘇中で内線作戦を行わせることに同意した。7月から、華中野戦軍主力約3万人を指揮し、12万の米軍装備の国民党軍と交戦、七戦七捷し、1カ月半で約5万3千人の敵軍を撃滅した。中国共産党中央軍事委員会は、蘇中作戦の経験を全軍に通報し、これに見習うよう各区に要求した。10月、山東、華中野戦軍の会合後、中共中央の決定に基づき、戦役の指揮を担任した。
1947年1月、華東野戦軍（のちの第3野戦軍）副司令員となり、戦役の指揮を担任した。内線作戦の条件下において、前後して宿北、魯南、萊蕪、泰蒙、孟良崮等の戦役を指揮し、国民党精鋭の第74師を含む7個軍と1個快速縦隊を撃滅した。戦略攻勢転移後、陳毅と共に華東野戦軍主力を率いて魯西南を挺進し、晋冀魯豫野戦軍主力の大別山南下を援護した。沙土集戦役を指揮して、敵1個師団を撃滅し、敵に山東と大別山区から4個師団の抽出を余儀なくさせ、華東戦区の内線から外線、戦略防勢から戦略攻勢への転移を実現し、豫皖蘇辺区に挺進した。
軍事・政治情勢の展開を見て取り、1948年1月と4月、3個縦隊を南進させ、黄淮地区に兵力を集中して大撃滅戦を行うことを建議した。5月、陳毅が中原の工作に異動したため、粟裕は、華東野戦軍司令員代理兼政治委員代理に任命された。6月、豫皖蘇軍区司令員を兼任。6月～7月、華東野戦軍8個縦隊、中原野戦軍（のちの第2野戦軍）2個縦隊を指揮して豫東戦役を行い、敵約9万人を撃滅し、中原、華東の戦略体勢を一変させた。9月、済南戦役を指揮し、済南を攻略し、約10万人を撃滅した。9月24日、淮海戦役の発動を建議し、中央軍事委員会の批准を経て、11月6日、淮海戦役を発起した。11月8日、華東野戦軍副参謀長張震と連名で、南線国民党軍主力を徐州とその周辺に抑止して、逐次撃滅することを建議した。戦役中、中共淮海前線総前委成員となり、華東野戦軍17個縦隊の作戦を直接指揮した。
1949年1月、第3野戦軍副司令員兼第二副政治委員（司令員、政治委員職務を代行）。渡江戦役中、皖南郎渓、広徳山区において敵5個軍を追撃し、南京、杭州を解放した。5月、上海戦役を指揮し、上海郊外で敵主力8個軍を撃滅し、上海の戦災を回避した。前後して、上海市軍管会副主任、南京市軍管会主任、南京市市長、華東軍政委員会副主席を兼任した。

### 建国後

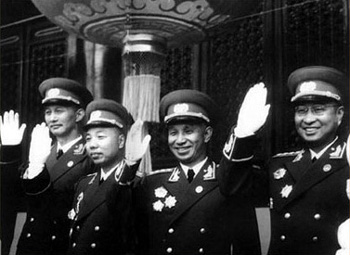
1955年、洪学智、蕭華、粟裕、陳賡（左から右へ）

1951年、人民解放軍副総参謀長。1954年、総参謀長。1955年、大将の階級を授与された。第1回から第3回の国防委員会委員。
1958年の軍事委員会拡大会議において批判され、長期間、閑職に回された。同年、国防部副部長兼軍事科学院副院長に異動。1972年、軍事科学院第一政治委員。文化大革命中、国務院の閣僚に任ぜられ、周恩来の指導の下、鉄道、交通、郵政、港湾建設、造船等を分掌した。中共第7回中央候補委員、第8回～第11回中央委員。1967～1968年、1975～1982年、中央軍事委員会常務委員。1980年、全人大常務委員会副委員長に当選。1982年、中共中央顧問委員会常務委員に当選。1984年2月5日、北京で死去。

## 著作
- 「対未来反侵略戦争初期作戦方法数個問題的探討」（1979年）
- 「粟裕戦争回顧録」（1988年）
- 「粟裕軍事文集」（1989年）